# Melquíades (personaje)
Melquíades es un personaje ficticio de la novela Cien años de soledad, del escritor colombiano Gabriel García Márquez, ganador del Premio Nobel de Literatura.

## Personaje
Melquíades es uno de los gitanos que acostumbraban visitar la población ficticia de Macondo, donde transcurre la novela, cada año en el mes de marzo, trayendo inventos y descubrimientos realizados en el mundo exterior a la aldea. Desde sus primeras visitas, traba amistad con José Arcadio Buendía. Esto le trae problemas con su esposa Úrsula Iguaran quien no aprueba las locuras de su marido.
Pero cierto día, Melquíades no se encuentra entre los gitanos que visitan la aldea. Al preguntarle a sus compañeros, José Arcadio Buendía recibe la noticia de que había muerto en Singapur debido a una epidemia. Pero luego llega a Macondo, sin ser reconocido por José Arcadio Buendía, debido a que la epidemia del olvido atacaba al pueblo. Al darse cuenta de lo que ocurría preparó una bebida y curó a todos los habitantes. Después de esto, declara haber regresado de la muerte porque no pudo soportar la soledad. Entonces, es invitado a quedarse a vivir con los Buendía. En esa casa es donde escribe unos pergaminos en su idioma materno que es el sánscrito, por lo que pudiera ser nativo de India o Nepal, que no se podrán leer hasta que no pasen 100 años de haber sido escritos y que tienen que ver con el destino de la familia. En ese lugar muere, un día que va a bañarse en el río cercano a la población, pero a través de la historia, posteriormente, aparece como un fantasma frente a integrantes de los Buendía que tratan de descifrar los pergaminos. Una frase recurrente pronunciada por Melquíades en vida y ya muerto es «He muerto de fiebre en los médanos de Singapur».

## Los pergaminos de Melquíades
Los pergaminos escritos por el gitano Melquíades contenían versos cifrados precedidos de un epígrafe. Los versos pares fueron cifrados con la clave privada del emperador Augusto, y los impares con claves militares originarias de Lacedemonia. En alguna ocasión, el gitano hizo oír parte de los versos al personaje de Arcadio Buendía, nieto de José Arcadio Buendía, los cuales no entendió pero que, en palabras del autor, parecían "encíclicas cantadas". Los hermanos Aureliano Segundo y José Arcadio Segundo Buendía, en un intento prematuro de traducción, descubrieron, gracias a una enciclopedia inglesa, el idioma en que estaban escritos.
Aureliano Babilonia, nieto de Aureliano Segundo Buendía e hijo de "Meme" Buendía del Carpio y Mauricio Babilonia, quien había leído muchas veces los pergaminos, recibe en muchas ocasiones la visita del fantasma de Melquíades, de quien tenía recuerdos previos al momento de su nacimiento, y le da las pistas para poder hallar los textos que le permitan descifrar los pergaminos, en la librería del sabio catalán. Solo lo logra luego de la muerte de su tía Amaranta Úrsula Buendía, al ver al hijo habido con ella arrastrado por hormigas, visión que le revela el texto del epígrafe de los pergaminos: "El primero de la estirpe está amarrado en un árbol y al último se lo están comiendo las hormigas", y se da cuenta de que en esos pergaminos estaba escrita la historia de la familia Buendía y su futuro. A partir de ese momento, sin ninguna dificultad descifra los pergaminos y descubre su parentesco con Amaranta Úrsula, mientras Macondo es destruido por un huracán, destrucción que ocurriría una vez que Aureliano Babilonia descifrara la última página de los pergaminos.